# ویتامین آ دوتره
ویتامین آ دوتره (به انگلیسی: Deuterated Vitamin A) با جایگزین کردن اتم‌های هیدروژن با دوتریوم (به انگلیسی: Deuterium) در ویتامین آ توانستند ویتامین آ دوتره را تولید کنند. این محصول که به عنوان ویتامین A دوتره (Deuterated Vitamin A) شناخته می‌شود.

## مکانیسم عمل
ویتامین آ دوتره (Deuterated Vitamin A)، اصطلاحاً پاکتر از شکل طبیعی ویتامین A می‌سوزد. دوتریوم (Deuterium)، شکل بی خطری از هیدروژن است که به‌طور طبیعی در بدن انسان تولید شده و غیر رادیواکتیو است.

## کاربرد

### درمانی
ویتامین آ دوتره برای درمان بیماری اشتارگات که یک بیماری نادر ژنتیکی است و باعث اختلال بینایی در مرکز شبکیه چشم می‌شود که در فاز تحقیقاتی استفاده می‌شود.

### دارو سازی
داروی تولید شده از ویتامین A دوتره (Deuterated Vitamin A) Alk-001 نام دارد که فعلاً به صورت تحقیقاتی بروی نمونه‌های انسانی استفاده می‌شود، نتیجه‌های کسب شده مثبت بوده و وارد فاز ۳ آزمایش شده‌است. نام علمی Alk-001 عبارت است از C20-D3- retinyl acetate